# Podpalenie

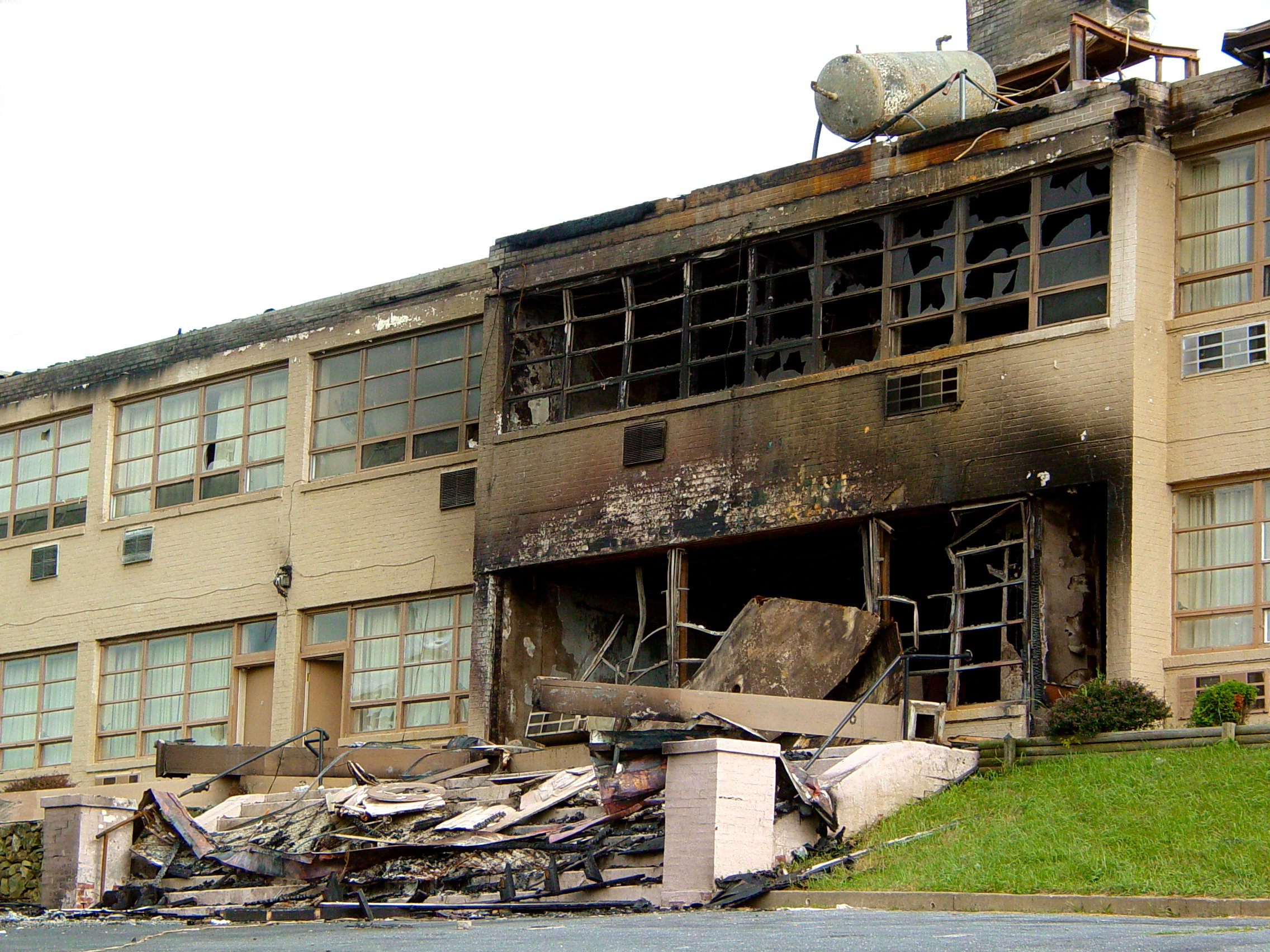
Efekt podpalenia budynku

Podpalenie – umyślne podłożenie ognia mające na celu wywołanie pożaru.
Szacuje się, że ok. 40% pożarów w Polsce to podpalenia.
Nałogowe podpalenie określane jest mianem piromanii.

## Historyczne podpalenia
- 356 r. p.n.e. – podpalenie Świątyni Artemidy w Efezie przez Herostratesa
- 64 r. – rzekome podpalenie Rzymu przez cesarza Nerona
- 1933 r. – podpalenie Reichstagu w Berlinie

## Podpalenie w sztuce
- Seria niefortunnych zdarzeń – seria książek autorstwa Daniela Handlera